# Marvel Knights
O termo Marvel Knights pode ser aplicado com diferentes propósitos na Marvel Comics.

## Linha editorial
Marvel Knights é uma linha editorial da Marvel Comics que surgiu em 1998. Aborda temas mais maduros que os da linha editorial principal, sendo destinada principalmente a adolescentes mais velhos. No entanto, não lida com os temas mais adultos abordados pela linha MAX.
A linha originou-se quando a Marvel forneceu quatro títulos (Pantera Negra, Demolidor, Justiceiro e os Inumanos) à empresa de Joe Quesada Event Comics. A Event contratou as equipes criativas para a linha Knight Marvel e a Marvel publicou as revistas. Entretanto, as revistas desta linha editorial voltaram a ser publicadas segundo o método tradicional, mantendo-se apenas para destacar os seus títulos e personagens mais sombrios.
Várias revistas da linha editorial principal, além do Demolidor e Justiceiro, passaram também a ser publicadas com temáticas mais adultas que as da linha principal na Marvel Knights, como Wolverine, Hulk e Capitão América. Estes dois últimos, em 2004, voltaram a ser publicados na linha editorial principal. Entretanto, outros personagens, além de manterem a(s) sua(s) revista(s) mensal(is)na linha principal, também apresentam outra na linha Marvel Knights, como é o caso do Homem-Aranha e do Quarteto Fantástico.

### Títulos publicados
- Pantera Negra (1998-2003)
- Demolidor (1998-presente)
- Os Inumanos (1998-1999)
- O Justiceiro (1998-1999)
- Viúva Negra (1999)
- Incrível Hulk (2000-2004)
- Marvel Knights (2000-2001)
- Marvel Boy (2000-2001)
- Sentry (2000-2001)
- Demolidor Ninja (2000-2001)
- Viúva Negra (2001)
- Demolidor/Homem-Aranha (2001)
- Killraven (2001)
- Sentry/Quarteto Fantástico (2001)
- Sentry/Hulk (2001)
- Sentry/Homem-Aranha (2001)
- The Sentry vs. the Void (2001)
- Sentry/X-Men (2001)
- Hulk Smash (2001)
- Marvel Knights Magazine (2001)
- Motoqueiro Fantasma (Johnny Blaze) (2001-2002)
- Elektra (2001-2004)
- Quarteto Fantástico 1 2 3 4 (2001-2002)
- Marvel Knights Millennial Visions (2002)
- Marvel Knights (2002)
- Capitão América (2002-2004)
- Marvel Knights Double Shot (2002)
- X-Statix (2002-2004)
- Daredevil: The Target (2003)
- Wolverine (2003-presente)
- Homem-Aranha & Wolverine (2003)
- Marvel 1602 (2003-2004)
- NYX (2003-presente)
- Marvel Knights 4 (Quarteto Fantástico) (2004-presente)
- The Pulse (2004-presente)
- Marvel Encyclopedia vol.5: Marvel Knights (2004)
- Wolverine/Justiceiro (2004)
- Daredevil: Father (2004)
- Marvel Nights Homem-Aranha (2004-presente)
- District X (2004-presente)
- Loki (2004)
- Prequela do Filme Homem-Coisa (2004)
- Viúva Negra (2004-presente)
- Mercenário: Greatest Hits (2004-presente)
- Strange (Doutor Estranho) (2004-presente)
- Elektra: The Hand (2004-presente)
- Hulk/Coisa: Hard Knocks (2004-presente)
- Madrox (2004-presente)

Alguns destes títulos foram publicados em Portugal pela Devir Livraria e no Brasil pela Panini (e anteriormente, pela Editora Abril e a Mythos Editora).

### Marvel Knights 2099
Em 2004, a Marvel Comics criou a linha Marvel Knights 2099, a qual tem lugar numa continuidade futurística (no ano 2099, evidentemente). Esta continuidade não é idêntica à continuidade anteriormente publicada Marvel 2099.

#### Títulos publicados
- Pantera Negra 2099
- Inumanos 2099
- Mutante 2099
- Demolidor 2099
- Justiceiro 2099
- Motoqueiro Fantasma 2099

## Revista
Existiu uma revista norte-americana intitulada Marvel Knights na linha editorial Marvel Knights. Esta revista abordava as aventuras de uma equipa vagamente organizada (semelhante ao conceito da série dos Defensores da Marvel nos anos 70 do século XX), com membros rotatórios, que incluiam a Viúva Negra, Adaga, Demolidor, Cavaleiro da Lua, Shang-Chi ,o Mestre do Kung Fu e o Justiceiro.

## Equipe
A equipe Marvel Knights (No Brasil: Paladinos Marvel) foi um nome dado à equipe de super-heróis sem nome do Demolidor. Além do Demolidor, a formação consistia em Viúva Negra, Adaga, Cavaleiro da Lua, Shang-Chi e Luke Cage. Os Cavaleiros da Marvel foram formados inicialmente para capturar o Justiceiro.

## Outras mídias

### Filme
Marvel Knights também era o nome de um braço de produção da Marvel Studios destinado a ser usado para produzir alguns dos títulos mais sombrios e menos conhecidos da Marvel: Punisher: War Zone e Ghost Rider: Spirit of Vengeance foram os únicos filmes lançados sob a bandeira dos Marvel Knights.
Os quadrinhos Marvel Knights  tiveram várias influências nos filmes e programas de TV do Universo Cinematográfico da Marvel. Desde os programas de TV da Marvel da Netflix até o filme Black Panther de 2018, os personagens que eles criaram foram notados como vindos diretamente dos quadrinhos. Christopher Priest creditou a criação das Dora Milaje a Joe Quesada e Jimmy Palmiotti.

### Video games
No videogame Marvel: Ultimate Alliance, Marvel Knights é um bônus de equipe concedido se você tiver qualquer combinação dos seguintes personagens em sua equipe: Pantera Negra, Demolidor, Doutor Estranho, Wolverine, Luke Cage, Homem-Aranha, Elektra e Cavaleiro da Lua. Da mesma forma, Marvel Ultimate Alliance 3: The Black Order, a terceira parcela da franquia Marvel Ultimate Alliance, terá um passe de DLC com personagens de Marvel Knights como o Justiceiro, Blade, Cavaleiro da Lua e Morbius.

### Animation
Em 2010, Shout! Factory e Marvel Comics se uniram para lançar uma lista de séries animadas em motion comics em DVD. Os seguintes títulos foram lançados até agora:
1. Astonishing X-Men: Gifted (28 de setembro de 2010)
2. Iron Man: Extremis (30 de novembro de 2010)
3. Black Panther (18 de janeiro de 2011)
4. Spider-Woman: Agent of S.W.O.R.D. (14 de junho de 2011)
5. Thor & Loki: Blood Brothers (13 de setembro de 2011)
6. Astonishing X-Men: Dangerous (10 de abril de 2012)
7. Astonishing X-Men: Torn (14 de agosto de 2012)
8. Astonishing X-Men: Unstoppable (13 de novembro de 2012)
9. Inhumans (23 de abril de 2013)
10. Wolverine: Origin (9 de julho de 2013)
11. Ultimate Wolverine vs. Hulk (10 de setembro de 2013)
12. Wolverine versus Sabretooth (7 de janeiro de 2014)
13. Wolverine Weapon X: Tomorrow Dies Today (13 de maio de 2014)
14. Eternals (16 de setembro de 2014)
15. Wolverine versus Sabretooth: Reborn (24 de março de 2015)